# باشگاه فوتبال کازاله
باشگاه فوتبال کازاله ای.اس.دی. (به ایتالیایی: A.S.D. Casale Foot Ball Club) (A.S. Casale Calcio سابق) یک باشگاه فوتبال ایتالیایی است که در کازاله مونفراتو، پیه‌مونته واقع شده‌است. این باشگاه در سری دی بازی می‌کند.
نام مستعار تیم nerostellati ("سیاهان ستاره دار") است که به رنگ سیاه تیم با ستاره سفید روی سینه اشاره دارد.

## تاریخچه
زمانی که باشگاه در سال ۱۹۰۹ تأسیس شد، کازاله در مرکز جغرافیایی جنبش جدید فوتبال در ایتالیا قرار داشت. جنوآ، پرو ورچلی، میلان، تورینو و یوونتوس همگی باشگاه‌های پیشرو در سیستم لیگ فوتبال ایتالیا بودند و کازاله به زودی به تعداد آنها پیوست.
در ماه مهٔ ۱۹۱۳ کازاله اولین باشگاه ایتالیایی بود که توانست یک تیم حرفه‌ای انگلیسی را با نتیجهٔ ردینگ ۲–۱شکست دهد. ردینگ تمام بازی‌های دیگر این تور را برد و جنوآ، میلان، پرو ورچلی و حتی تیم ملی ایتالیا را شکست داد.
در فصل بعد، کازاله اولین و تنها عنوان ملی خود را به دست آورد. سپس فوتبال ایتالیا به‌صورت منطقه‌ای سازماندهی شد و مسابقات قهرمانی کشور به سه مرحله تقسیم شد. کازاله در صدر بخش لیگوریا-پیمونتز قرار گرفت و همراه با جنوآ رتبه دوم، به رقابت در یک بخش متشکل از تیم‌های برتر شمالی پرداخت که بقیه اینتر میلان، یوونتوس، ویچنزا و ورونا هستند. پس از پیروزی در آن بخش، کازاله قهرمان مرکزی-جنوبی لاتزیو را ۷–۱، ۰–۲ در فینال دو بازی شکست داد.
پس از جنگ جهانی اول، کازاله به‌مدت چند دهه در لیگ برتر باقی ماند و نماینده مهد فوتبال اولیه ایتالیا بود.
با توسعه حرفه‌ای، کازاله به تدریج به دسته‌های پایین‌تر سقوط کرد، سال ۱۹۳۴ آخرین سال حضور آنها در سری آ بود. این باشگاه بعداً پس از مشکلات مالی دو بار در سال‌های ۱۹۹۳ و ۲۰۱۳ بازسازی شد. در سال ۲۰۱۳، نام فعلی Casale Foot Ball Club را گرفت.
رقابت شدیدی بین طرفداران کازاله و آلساندریا وجود دارد.

## بازیکنان سرشناس
پنج بازیکنی که در تیم برندهٔ اسکودتو ۱۴–۱۹۱۳ ظاهر شدند در تیم ملی ایتالیا بازی کردند و همگی اولین بازی‌های بین‌المللی خود را بین سال‌های ۱۹۱۲ و ۱۹۱۴ انجام دادند:
- لوئیجی باربسینو
- جووانی گالینا
- آنجلو ماتئا
- جوزپه پارودی
- آمدئو وارس

با این حال، یکی از بزرگ‌ترین ستاره‌های کازاله، مدافع کناری اومبرتو کالیجاریس بود که دوران حرفه‌ای او در باشگاه از سال ۱۹۱۹ تا ۱۹۲۸ ادامه داشت. در طول دورهٔ حضورش با تیم نروستلاتی، او ۱۷ بازی برای تیم ملی فوتبال ایتالیا انجام داد، که در بازی‌های المپیک تابستانی ۱۹۲۴ شرکت کرد و مدال برنز بازی‌های المپیک تابستانی ۱۹۲۸ را پیش از ترک کازاله به یوونتوس برنده شد. مجموع ۵۹ بازی ملی او برای حدود ۴۰ سال به‌عنوان یک رکورد باقی ماند.
ارالدو مونزجلیو که بعداً در موارد متعددی از جمله جام‌های جهانی ۱۹۳۴ و ۱۹۳۸ نماینده ایتالیا بود، اولین بازی خود در سری آ را با کازاله در فصل ۲۴–۱۹۲۳ انجام داد. با این حال، فصل بعد، به بولونیا نقل مکان کرد.

## افتخارات

### عنوان‌های ملی
سری آ
- قهرمانی: ۱۴–۱۹۱۳

سری بی
- قهرمانی: ۳۰–۱۹۲۹

کوپا ایتالیا دیلتانتی
- قهرمانی: ۹۹–۱۹۹۸

### عنوان‌های فرعی
سری سی
- قهرمانی: ۳۸–۱۹۳۷

سری سی۲
- قهرمانی: ۸۹–۱۹۸۸

سری دی
- قهرمانی: ۷۴–۱۹۷۳، ۸۶–۱۹۸۵
- ارتقاء: ۰۴–۲۰۰۳